# Bush (paesaggio)

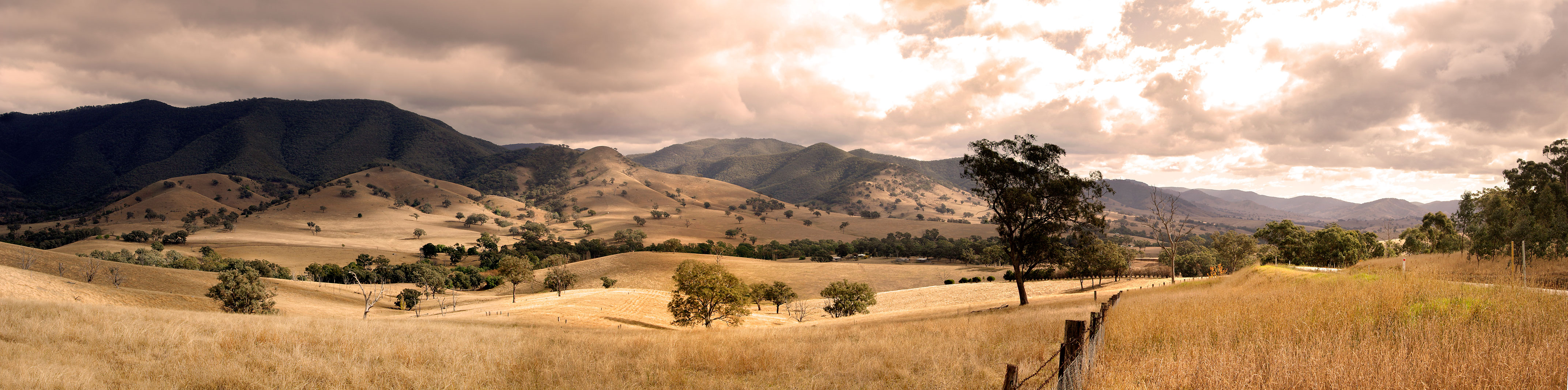
Una tipica veduta del bush australiano

Il termine bush (dall'inglese bush, arbusto) definisce sia la prateria che la boscaglia australiane, sebbene questa parola venga usata soprattutto per designare lo spazio immenso e sconfinato in cui tale vegetazione si sviluppa e, per traslato, l'ambiente naturale e selvaggio in contrapposizione a quello civilizzato e urbano.
Per estensione, nei paesi di lingua inglese, con tale termine si indicano tutti quei territori rurali molto estesi e poco antropizzati, oltre che in Australia, anche in Nuova Zelanda, Canada e Alaska.

## Australia
Il termine in Australia ha diversi significati: se riferito al paesaggio, assume il senso di boscaglia oppure di prateria (generalmente nel bush si possono trovare degli esemplari di eucalipto); se la parola è usata in un contesto sociopolitico, si può riferire ad aree agricole e minerarie variamente antropizzate.
Può succedere che i mass media indichino delle città minerarie in mezzo al deserto come facenti parte del bush (come Port Hedland).

## Nuova Zelanda
In Nuova Zelanda il vocabolo ha una connotazione molto specifica: esso si riferisce a zone densamente coperte dalla vegetazione e isolate. Nello specifico si usa bush come termine di paragone rispetto alle pianure litoranee e alle colline erbose.
In particolare bush si riferisce alle zone con alberi autoctoni o alle foreste esotiche.
Aree che si possono definire the bush si trovano per lo più nell'Isola del Sud, dal Fiordland al Nelson nella West Coast, oppure, nella East Coast, tra il Kaikoura e il Catlins. Molte delle Isole Stewart/Rakiura sono definibili bush areas.
Nell'Isola del Nord la maggior parte delle bush areas si trovano tra Wellington e l'East Cape, specialmente nelle Urewera Ranges, e nel bacino del fiume Whanganui. Altre bush areas si incontrano nel Northland e nelle praterie che partono dalla penisola Coromandel attorno al monte Ruapehu, e aree isolate restano sulla cima di vari vulcani a Taranaki, nel Waikato, nella Baia dell'Abbondanza e nel Golfo di Hauraki.

## Sudafrica
Nel Sud Africa, il termine ha la specifica connotazione di area rurale che non sia un veld. In genere, si riferisce ad aree nel Nord del paese che sarebbero indicate come savana. Con "Going to The Bush" (andare nel bush) ci si riferisce spesso ad una riserva di caccia o ad un parco naturale. Aree a cui ci si riferisce comunemente come the bush comprendono il Mpumalanga, il Limpopo Lowveld, la Valle del Fiume Limpopo, il Nord della Provincia di KwaZulu-Natal e altre simili zone della giungla.

## Alaska e Canada
In Alaska e Canada con il termine bush viene genericamente indicata ogni comunità non raggiunta dal sistema stradale, accessibile quindi solo tramite mezzi di trasporto alternativi.

## Termini correlati
Il termine "to go bush" ha molti significati simili, tutti connessi con la supposta incontaminazione del bush. Può indicare il ritorno ad una natura ferina (o ritorno ai primordi), o denotare l'abbandono deliberato dell'ambiente abituale in favore di una vita selvaggia, con una connotazione di isolamento dalle comunicazioni con il mondo esterno - spesso con il significato di evasione da cattura o interrogatorio da parte delle forze dell'ordine. Il termine bushwhacker è spesso usato in Australia per indicare una persona che passa il proprio tempo nel bush.
Un altro termine connesso utilizzato in Australia è "Sydney or the bush", equivalente a termini come "Hollywood or bust", che indicano il mettere in gioco il completo successo o il totale fallimento in una impresa altamente rischiosa.

Inoltre, molti veterani della Guerra del Vietnam si riferiscono alle giungle o alle aree di confine, teatri di azioni militari, come 'the bush', in contrapposizione a città, paesi e basi militari.
In Australia, in particolare nella letteratura dei tardi anni novanta dell'Ottocento e inizio XX secolo, scrittori come Banjo Paterson ed Henry Lawson, usarono mulga come termine alternativo all'espressione the bush o wilderness regions, come ad esempio in "Up the mulga" o nel poema Mulga Bill's Bicycle.
In Nuova Zelanda, TheBush è il soprannome della squadra di rugby Wairarapa Bush.
Il verbo bushwhack ha due significati: il primo indica l'attraversare una densa siepe o altra vegetazione per poter superare un territorio con fitta flora: "We had to do quite a bit of bushwhacking today to clear the new trail". L'altro significato indica il nascondersi in tali aree per attaccare di sorpresa dei passanti ignari: "We were bushwacked by the bandits as we passed through their territory and they took all of our money and supplies."